# 只楚街道
只楚街道，是中华人民共和国山東省烟台市芝罘区下辖的一个乡镇级行政单位。

## 行政区划
只楚街道下辖以下地区：
楚毓社区、芝水社区、北皂社区、南仓社区、只楚社区、福苑社区、东南哨社区、北上坊社区、南上坊社区、西牟社区、东玉社区、西玉社区、沙埠社区、宫家岛社区和锦城社区。